# Neoscaptia reducta
Neoscaptia reducta är en fjärilsart som beskrevs av Rothschild 1936. Neoscaptia reducta ingår i släktet Neoscaptia och familjen björnspinnare. Inga underarter finns listade i Catalogue of Life.